# Neoperla infuscata
Neoperla infuscata är en bäcksländeart som beskrevs av Wu, C.F. 1935. Neoperla infuscata ingår i släktet Neoperla och familjen jättebäcksländor. Inga underarter finns listade i Catalogue of Life.